# Michel Kratochvil
Michel Frank Kratochvil (Berna, 7 aprile 1979) è un ex tennista svizzero.